# جری دزموند
جری دزموند (انگلیسی: Jerry Desmonde؛ ‏ ۲۰ ژوئیهٔ ۱۹۰۸ – ۱۱ فوریهٔ ۱۹۶۷) بازیگر و کمدین اهل بریتانیا بود.
از فیلم‌ها یا برنامه‌های تلویزیونی که وی در آن نقش داشته‌است، می‌توان به تنها شانس من، دردسر در فروشگاه، یک سلطان در نیویورک، شیشه پاک‌کن، مرد لحظه‌ها، به دنبال یک ستاره، قصاب‌باشی، کلید و سحرخیز اشاره کرد.